# Шорхэм (аэропорт)
Аэропорт Шорхэм (Шо́рем; англ. Shoreham Airport) (ИАТА: ESH, ИКАО: EGKA), также известный как Аэропорт Шорхэм (Брайтон Сити) (англ. Shoreham (Brighton City) Airport), принадлежавший Albemarle Shoreham Airport Limited и проданный городскому совету Брайтон-энд-Хова и совету округа Уэртинг в июле 2006, аэропорт, находящийся в 2 км к западу от Шорем-бай-Си и к востоку от Лансинга, Западный Суссекс, рядом с Брайтоном. Создан в 1910, это старейший лицензированный аэродром в Великобритании. Находится непосредственно рядом с дорогой A27, с южной стороны, между Брайтоном и Уэртингом.
Шорхэм имеет публичную лицензию аэродрома (номер P884), которая позволяет осуществлять пассажирские перевозки и обучение полётам.

## История
Аэродром начал работу в 1910, но был официально открыт 20 июня 1911. Первая лётная школа была открыта в 1913. Во время Первой мировой войны аэродром использовался Королевскими ВВС.
В 1930-х аэродром стал аэропортом, обслуживающим рядом находящиеся города Брайтон, Хоув, и Уортинг. Новое здание терминала было открыто на 13 июня 1936. Здание Терминала находится все ещё в эксплуатации и является памятником архитектуры (список II).
Во время Второй мировой войны лётное поле использовали разные типы военных самолётов, включая Westland Lysander, которые были позже заменены Supermarine Spitfire, Hawker Hurricane, Boulton Paul Defiant и пара Bristol Beaufighter. Это была база Search and rescue, на которой базировались самолёты Supermarine Walrus, которые летали над близлежащей гаванью.
Лётное поле несколько раз подвергался бомбардировкам, во время одного из налётов был сбит Messerschmitt Bf 109, который разбился недалеко от здания терминала.
B-17 Flying Fortress потерпел крушение во время рейда на Германию. Повреждения, полученные зданием старой гауптвахты при его падении, видны и сегодня.
Аэродром был травяным до 1981, когда были построены рулёжные дорожки из тармака.
В 2006 из-за всё возрастающих долгов аэропорт был продан местными властями частной компании на основе договора аренды на 150 лет. Предполагается, что аэропорт обеспечит возрастающую потребность в коммерческих рейсах для близлежащей городской агломерации на побережье, особенно города Брайтон и Хоув.
14 апреля 2008, было объявлено, что начат процесс ликвидации родительской компании, и руководители аэропорта остановили все полёты из опасений, что будет отменено требуемое страховое покрытие .
Аэропорт используется частными лёгкими самолетами, лётными школами, а также технического обслуживания легких самолётов и вертолётов. Большое количество операторов предлагает экскурсионные и полёты выходного дня, в том числе полёты полёта на двух T-6 Harvard — тренировочных самолётов времён Второй мировой войны. Регулярные рейсы осуществляются местными операторами в Олдерни на Нормандских островах и Гавр и Ле Тике-Пари-Пляж во Франции.

## АвиашоуRAFA Шорхэм

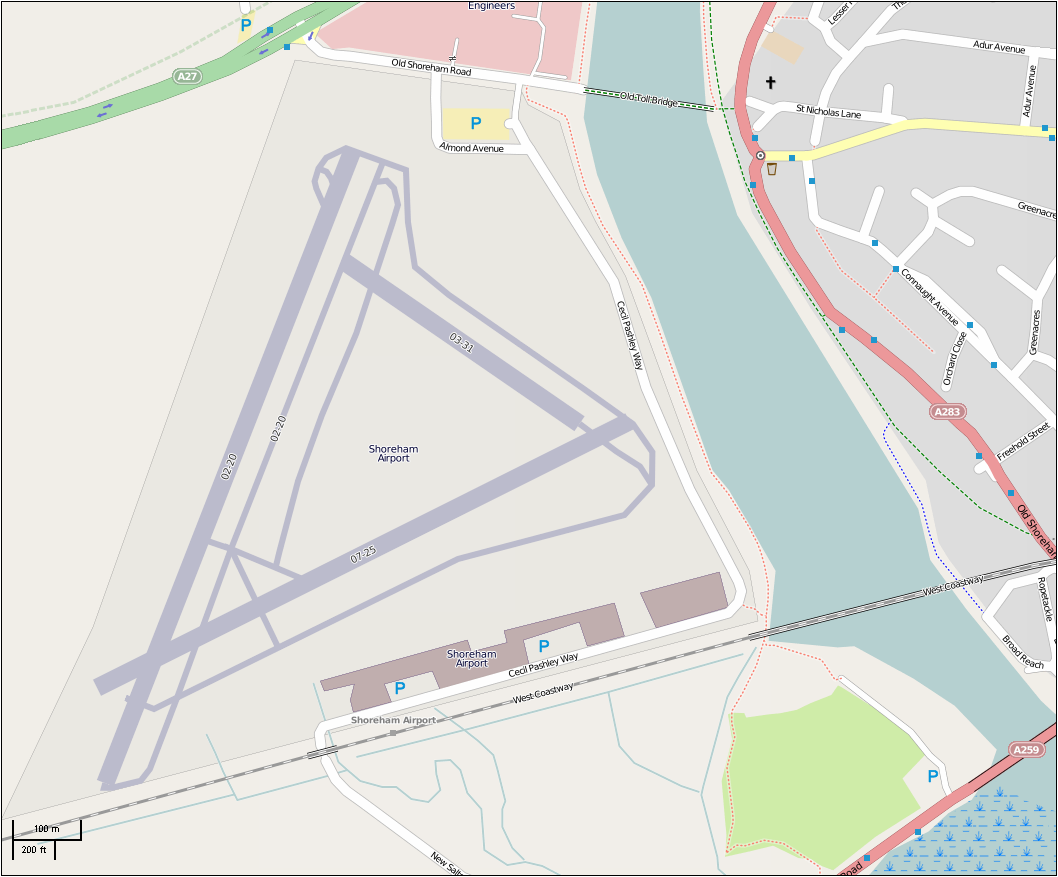
Шорхэм (аэропорт)

Ежегодно в конце лета аэропорт становится хозяином авиашоу RAFA Шорхэм. На авиашоу демонстрируются различные типы реактивных самолётов, военных вертолетов, пилотажных самолётов, а также исторические самолёты. На статической экспозиции представлены местные организации, в том числе аэроклубы и воинские подразделения, а также представлены раритетные автомобили. Авиашоу заработало более 1 млн фт.ст. для Королевской ассоциации Воздушных сил (RAFA) за более чем 17 лет.
15 сентября 2007 Hawker Hurricane, самолёт Второй мировой войны, потерпел крушение во время показательных полётов. Пилот самолета погиб. Это первый несчастный случай в истории авиашоу.

## Авиакомпании
- Skysouth

## Авиационное подразделение полиции Суссекса
В аэропорту базируется авиационное подразделение полиции Суссекса. В распоряжении полицейских есть вертолетом. Экипаж вертолёта состоит из трёх человек (один пилот, один полицейский и один медработник), он может достигнуть любой части Суссекса в течение 20 минут.

## Аэропорт Шорхэм в кинематографе
Здания и сооружения аэропорта Шорхэма, входящие в архитектурное наследие Англии, часто используется кинопроизводителями, которые хотят показать маленький городской аэропорт, а также для исторических сцен 1930-х годов. Аэропорт появился в Пуаро Агаты Кристи, где главную роль сыграл Дэвид Суше. Аэропорт можно было также увидеть в фильме Код да Винчи, однако в нём название аэропорта было изменено.

## Внешние ссылки
- Официальный сайт
- Официальный сайт Исторического Общества аэропорта Шорхэма
- Официальный сайт авиашоу в аэропорту Шорхэма